# Algeciras
Algeciras – miasto w południowej Hiszpanii, a dokładniej w Andaluzji w prowincji Kadyksu, nad Zatoką Algeciras (Morze Śródziemne). Algeciras zamieszkuje 114 tys. mieszkańców. W 1906 roku odbyła się tam międzynarodowa konferencja w sprawie Maroka – gdzie Niemcy poniosły dyplomatyczną porażkę w konflikcie z Francją.
Nazwa Algeciras pochodzi od arabskiego słowa al-jazeera – półwysep.
Nowoczesny port Algeciras jest jednym z bardziej ruchliwych w Europie. Posiada regularne połączenia promowe z Tangerem w Maroku i z hiszpańską enklawą Ceutą.
Wraz z kilkoma sąsiadującymi miasteczkami np. La Línea czy Gibraltar tworzy zespół miejski. Według danych hiszpańskiego Ministerstwa Rozwoju tzw. Wielki Zespół Miejski Zatoki Algeciras (hiszp. Grande Área Urbana) ma 235 572 mieszkańców na powierzchni 583 km², w latach 2001-2011 nastąpił wzrost ludności o 33 494 osoby, co stanowi wzrost o 16.6%.
W mieście działa klub piłki nożnej, Algeciras CF, grający obecnie w lidze Tercera División, będącej czwartym poziomem ligowym rozgrywek piłkarskich w Hiszpanii.
Osoby związane z Algeciras
- Paco de Lucía - gitarzysta
- Álvaro Morte - aktor

W mieście jest stacja kolejowa Algeciras.

## Miasta partnerskie
- Ceuta, Hiszpania

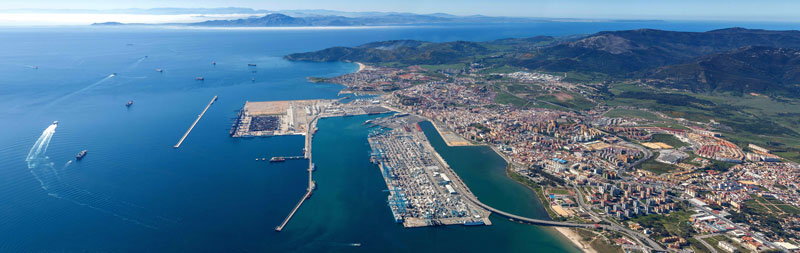
Port
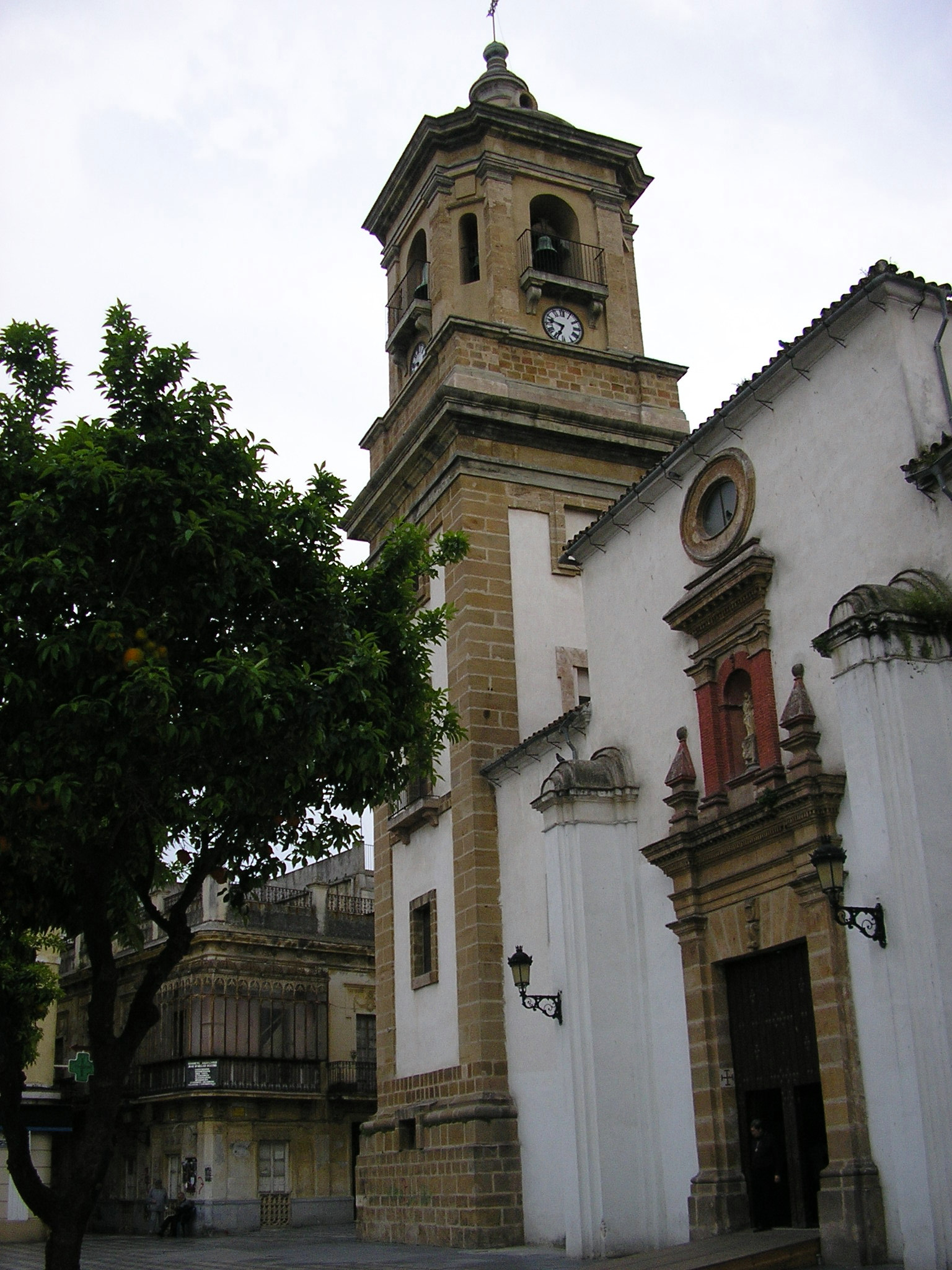
Iglesia de la Palma
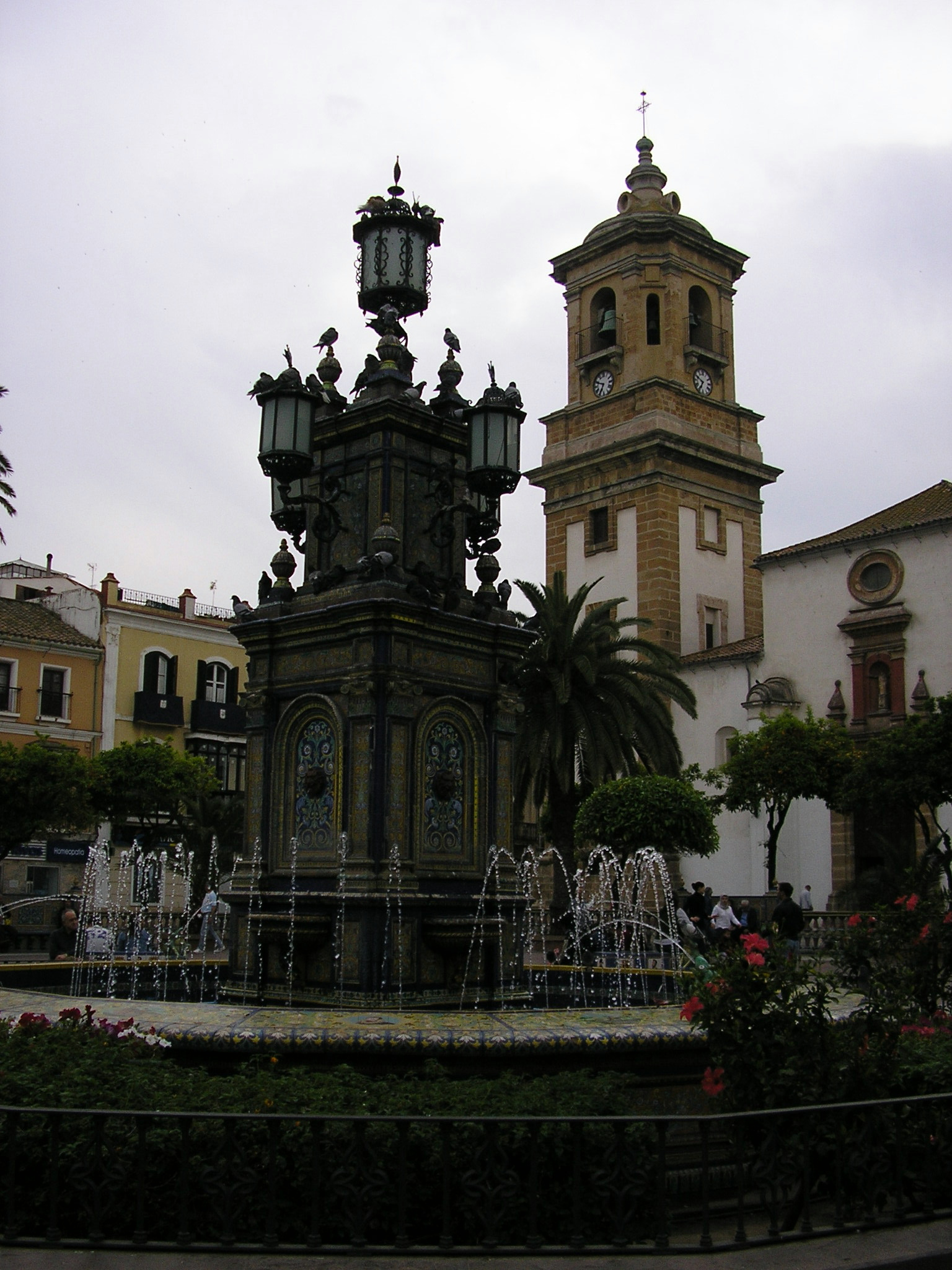
Rynek